# Cyrtophora moluccensis
Espèce
Synonymes
- Epeira moluccensis Doleschall, 1857
- Epeira margaritacea Doleschall, 1859
- Epeira maritima Keyserling, 1865
- Epeira hieroglyphica L. Koch, 1871
- Epeira cupidinea Thorell, 1875
- Argiope leucopicta Urquhart, 1890
- Argiope marxii McCook, 1894
- Cyrtophora simoni Rainbow, 1898
- Cyrtophora albopunctata Rainbow, 1898
- Aranea moluccensis albidinota Strand, 1911
- Aranea moluccensis bukae Strand, 1911
- Aranea moluccensis rubicundinota Strand, 1911
- Argiope thai Levi, 1983

Cyrtophora moluccensis est une espèce d'araignées aranéomorphes de la famille des Araneidae.

## Distribution
Cette espèce se rencontre en Asie du Sud, en Asie de l'Est, en Asie du Sud-Est et en Océanie.

## Description

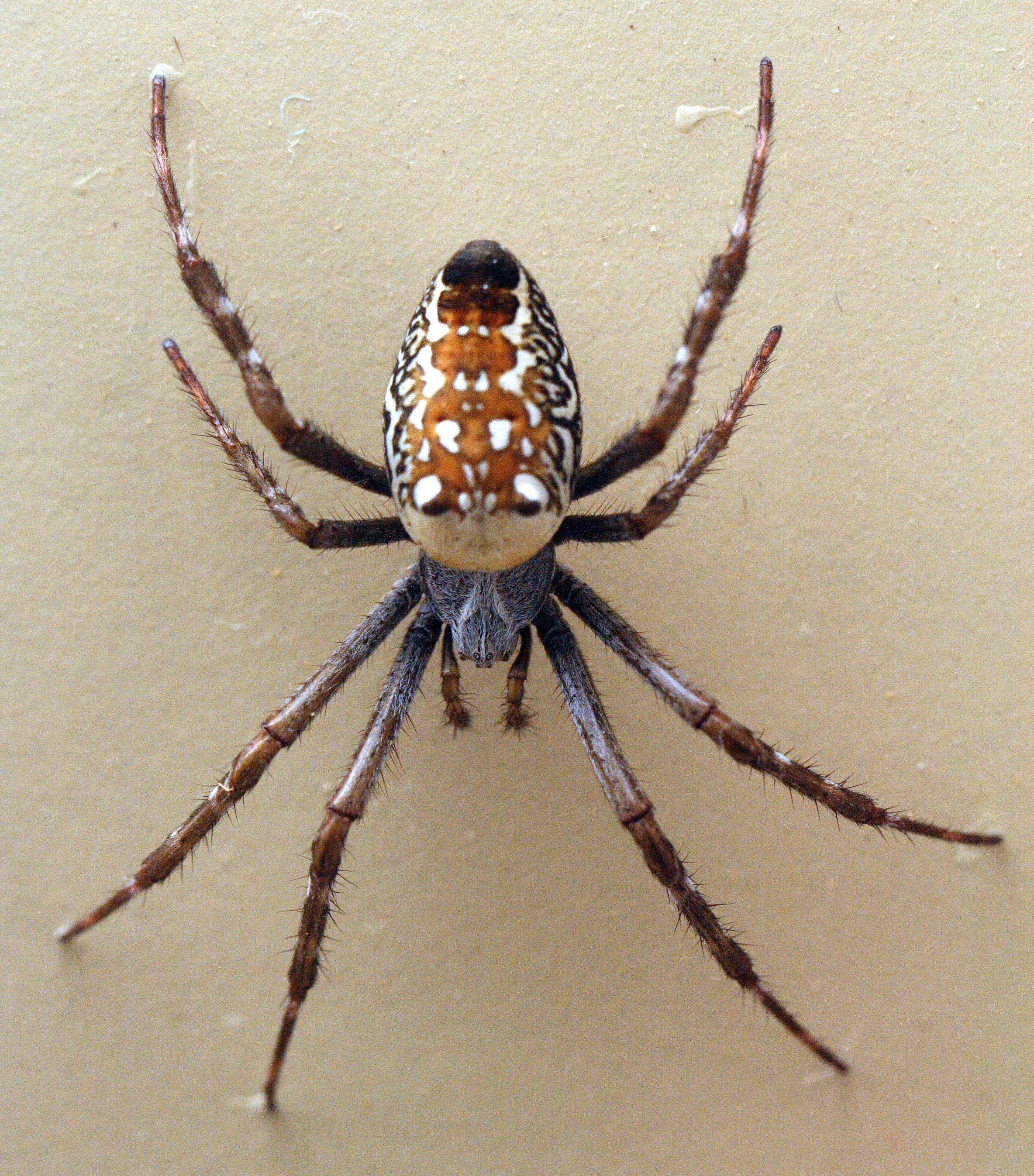
Cyrtophora moluccensis à l'Australian Museum

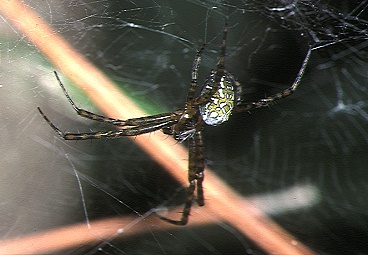
Cyrtophora moluccensis ♂ d'Okinawa

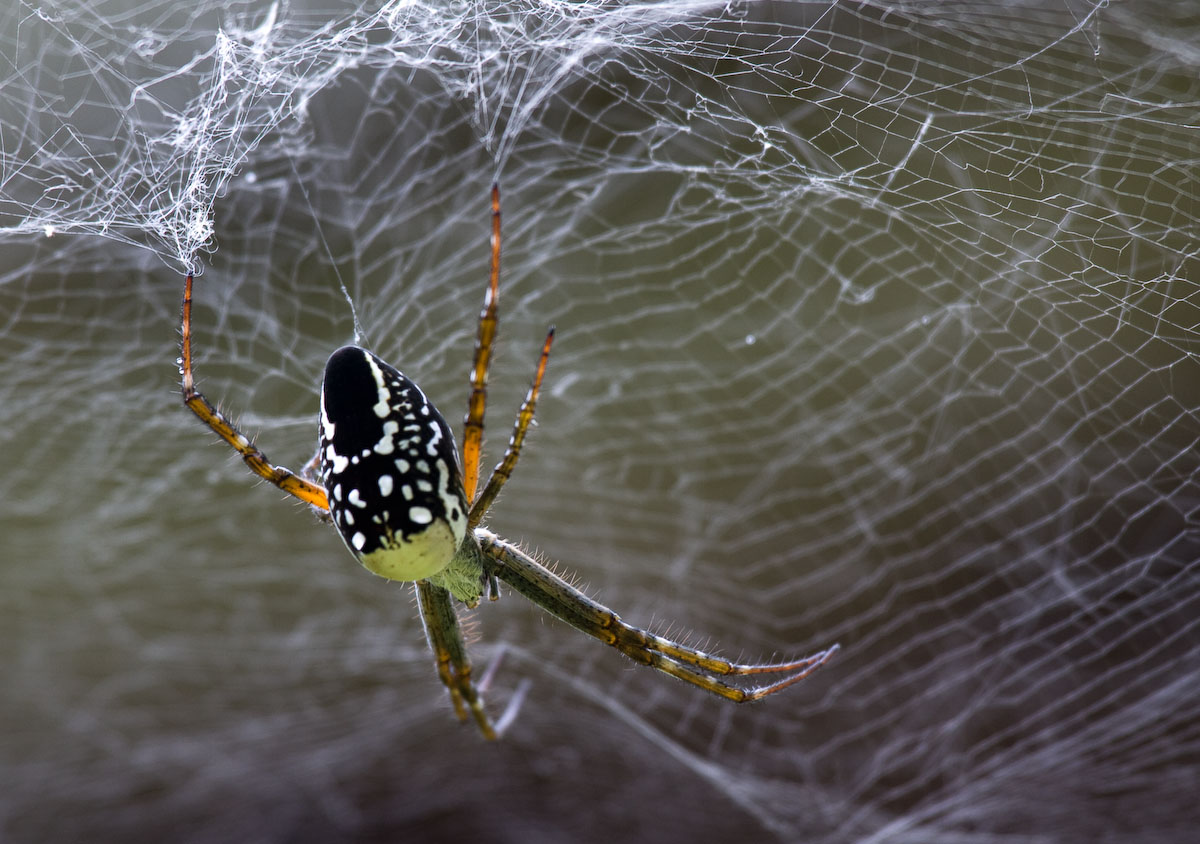
Cyrtophora moluccensis

La femelle mesure 15 mm et le mâle 4 mm.

## Liste des sous-espèces
Selon World Spider Catalog (version 20.5, 28/10/2019) :
- Cyrtophora moluccensis cupidinea Thorell, 1875 de Nouvelle-Calédonie
- Cyrtophora moluccensis margaritacea (Doleschall, 1859) de Java
- Cyrtophora moluccensis moluccensis (Doleschall, 1857)

## Systématique et taxinomie
Cette espèce a été décrite sous le protonyme Epeira moluccensis par Doleschall en 1857.
Les sous-espèces Cyrtophora moluccensis albidinota, Cyrtophora moluccensis bukae et Cyrtophora moluccensis rubicundinota ont été placées en synonymie avec Cyrtophora moluccensis moluccensis par Nentwig, Blick, Gloor, Jäger et Kropf en 2019.

## Publications originales
- Doleschall, 1857 : Bijdrage tot de Kenntis der Arachniden van den Indischen Archipel. Verhandelingen der Natuurkundige Vereeniging in Nederlandsch-Indie (Acta Societatis Scientiarum Indo-Neerlandicae), vol. 13, p. 339-434.
- Doleschall, 1859 : Tweede Bijdrage tot de Kenntis der Arachniden van den Indischen Archipel. Acta Societatis Scientiarum Indo-Neerlandicae, vol. 5, p. 1-60.
- Thorell, 1875 : On some spiders from New-Caledonia, Madagascar and Réunion. Proceedings of the Zoological Society of London, vol. 1875, p. 130-149 (texte intégral).